# Источни Тимор на Светском првенству у атлетици на отвореном 2022.
Источни Тимор је учествовао на 18. Светском првенству у атлетици на отвореном 2022. одржаном у Јуџину  од 15. до 25. јула четврти пут. Репрезентацију Источног Тимора представљао је један такмичар који се такмичио у трци на 800 метара. , 
На овом првенству такмичар Источног Тимора није освојио ниједну медаљу али је остварио најбољи резултат сезоне.

## Учесници
Мушкарци:
- Роберто Бело Амарал Соарес — 800 м

## Резултати

### Мушкарци
| Атлетичар                  | Дисциплина | Лични рекорд | Квалификације | Квалификације | Полуфинале           | Полуфинале           | Финале               | Финале       | Детаљи |
| Атлетичар                  | Дисциплина | Лични рекорд | Резултат      | Место         | Резултат             | Место                | Резултат             | Место        | Детаљи |
| -------------------------- | ---------- | ------------ | ------------- | ------------- | -------------------- | -------------------- | -------------------- | ------------ | ------ |
| Роберто Бело Амарал Соарес | 800 м      | 1:58,56      | 1:58,91 ЛРС   | 6. у гр 1     | Није се квалификовао | Није се квалификовао | Није се квалификовао | 42 / 42 (45) |        |